# Vincent Banić
Vincent Banić (Duffel, 9 juni 1988) is een Vlaamse acteur, videojockey, model en kok. Hij heeft Kroatische roots.

## Biografie
Vincent Banić volgde een koksopleiding aan Ter Groene Poorte in Brugge en deed stages bij onder meer hotel Hilton in Antwerpen en sterrenrestaurant Pastorale in Reet, maar begon uiteindelijk met een carrière in de mediawereld. Hij is het meest bekend geworden door zijn rol van Mick Zeelenberg in de jongerenserie Het Huis Anubis. Banić speelde Mick ook in de twee films van de serie mee, Anubis en het pad der 7 zonden en Anubis en de wraak van Arghus. Daarvan won hij in 2008 en 2010 telkens (gedeeld met twee medespelers en de regisseur) de Nederlandse Platina-filmprijs.
Na Anubis werkte Banić voornamelijk voor de televisiezenders JIM en VTM. Vanaf juli 2011 was Banić te zien op JIM als vj in Laid Back en was hij ook een van de sterren, naast Thomas Hoefnagels en Sverre Denis, van de JIM-realityreeks Models. Op VTM speelde hij drie maal mee in de ziekenhuisserie Spoed en had hij een gastrol in het twintigste seizoen van De kotmadam. In 2012 nam hij deel aan Sterren op de dansvloer met pro-partner Vanessa Natale en nam hij in 2014 deel aan Beat da Bompaz. Van september 2016 tot augustus 2022 speelde Banić Guido II Van den Bossche in de VTM-soap Familie. Banić verving hiermee Jelle Florizoone. Met zijn Familie-collega Bab Buelens als duo nam hij twee keer deel (in seizoen 1 en 2) aan het programma De code van Coppens. In 2019 speelt hij de bijrol van Pieter Botty in de jeugdreeks #LikeMe, die uitgezonden wordt op Ketnet. In 2020 was Banić gastspeurder in de zesde aflevering van The Masked Singer op VTM.
Tijdens zijn periode bij Familie werkte Banić ook als kok in zijn restaurant Zagreb met Kroatische specialiteiten op het Antwerpse Eilandje. Sinds 2022 runt hij samen met zijn vader voltijds het restaurant.

## Privé
Banić heeft een Kroatische vader en een Vlaamse moeder en werd tweetalig opgevoed. Hij had relaties met Anubis-collega's Marieke Westenenk en Claartje Janse. Sinds 2019 is hij samen met Bab Buelens. In 2021 is het stel getrouwd.

## Theater
- 2008-2009: Anubis en de Graal van de Eeuwige Vriendschap, als Mick Zeelenberg